# Pulo Teungoh (Seunagan Timur)
Pulo Teungoh is een bestuurslaag in het regentschap Nagan Raya van de provincie Atjeh, Indonesië. Pulo Teungoh telt 189 inwoners (volkstelling 2010).